# Conostigmus conspicuus
Conostigmus conspicuus är en stekelart som först beskrevs av Alan Parkhurst Dodd 1914.  Conostigmus conspicuus ingår i släktet Conostigmus och familjen trefåresteklar. Inga underarter finns listade i Catalogue of Life.